# Liste der Biografien/Cul
Liste der Biografien |
Portal Biografien |
Personensuche
# |
A |
B |
C |
D |
E |
F |
G |
H |
I |
J |
K |
L |
M |
N |
O |
P |
Q |
R |
S |
T |
U |
V |
W |
X |
Y |
Z |
?
 
Ca |
Cb |
Cc |
Ce |
Ch |
Ci |
Cj |
Ck |
Cl |
Cm |
Cn |
Co |
Cr |
Cs |
Ct |
Cu |
Cv |
Cw |
Cy |
Cz
 
Cua |
Cub |
Cuc |
Cud |
Cue |
Cuf |
Cug |
Cuh |
Cui |
Cuj |
Cuk |
Cul |
Cum |
Cun |
Cuo |
Cup |
Cuq |
Cur |
Cus |
Cut |
Cuv |
Cuw |
Cux |
Cuy |
Cuz
Die Liste der Biografien führt alle Personen auf, die in der deutschsprachigen Wikipedia einen Artikel haben. Dieses ist eine Teilliste mit 215 Einträgen von Personen, deren Namen mit den Buchstaben „Cul“ beginnt.

## Cul

### Cula
- Ćulafić, Dobroslav (1926–2011), jugoslawischer Politiker
- Culant, Charles de († 1460), französischer Adliger, Großmeister von Frankreich
- Culant, Philippe de († 1454), französischer Adliger, Marschall von Frankreich
- Culav, Katharina (* 1989), deutsche Volleyball- und Beachvolleyballspielerin

### Culb
- Culberson, Charles Allen (1855–1925), US-amerikanischer Politiker
- Culberson, David B. (1830–1900), US-amerikanischer Politiker
- Culberson, John (* 1956), US-amerikanischer Politiker
- Culbert, Julia, US-amerikanische Schauspielerin und Sängerin
- Culbertson, Brian (* 1973), US-amerikanischer Jazz-/R&B- und Funkmusiker und ProduzentBrian Culbertson (* 1973)

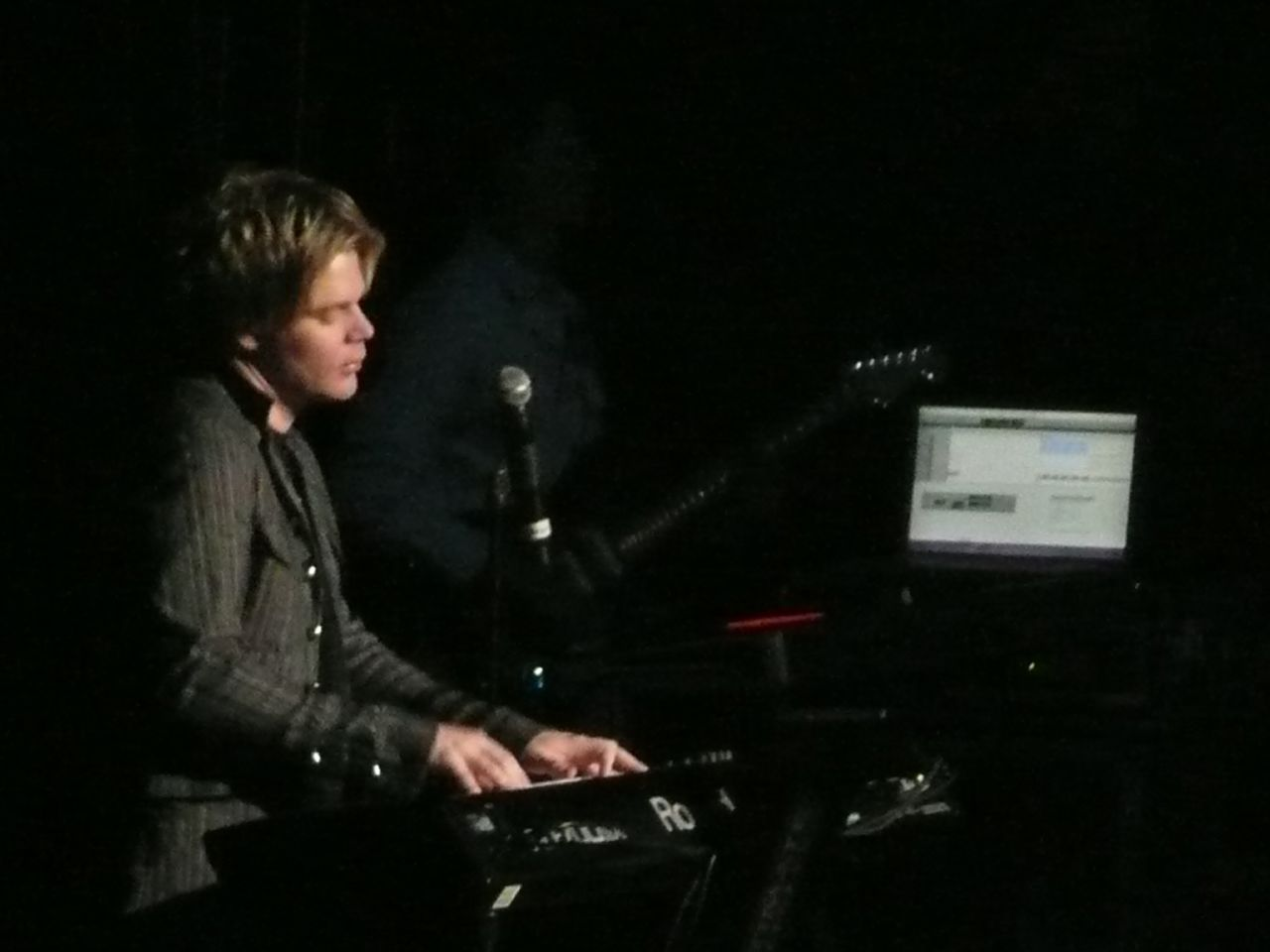
Brian Culbertson (* 1973)

- Culbertson, Ely (1891–1955), US-amerikanischer Bridge-Experte
- Culbertson, Frank Lee (* 1949), US-amerikanischer Astronaut
- Culbertson, William Constantine (1825–1906), US-amerikanischer Politiker
- Culbertson, William Wirt (1835–1911), US-amerikanischer Politiker
- Culbreath, Josh (1932–2021), US-amerikanischer Hürdenläufer
- Culbreth, Thomas (1786–1843), US-amerikanischer Politiker

### Culc
- Culcasi, Emmanuel (* 1993), französischer Organist
- Culcay-Keth, Jack (* 1985), deutscher BoxerJack Culcay-Keth (* 1985)

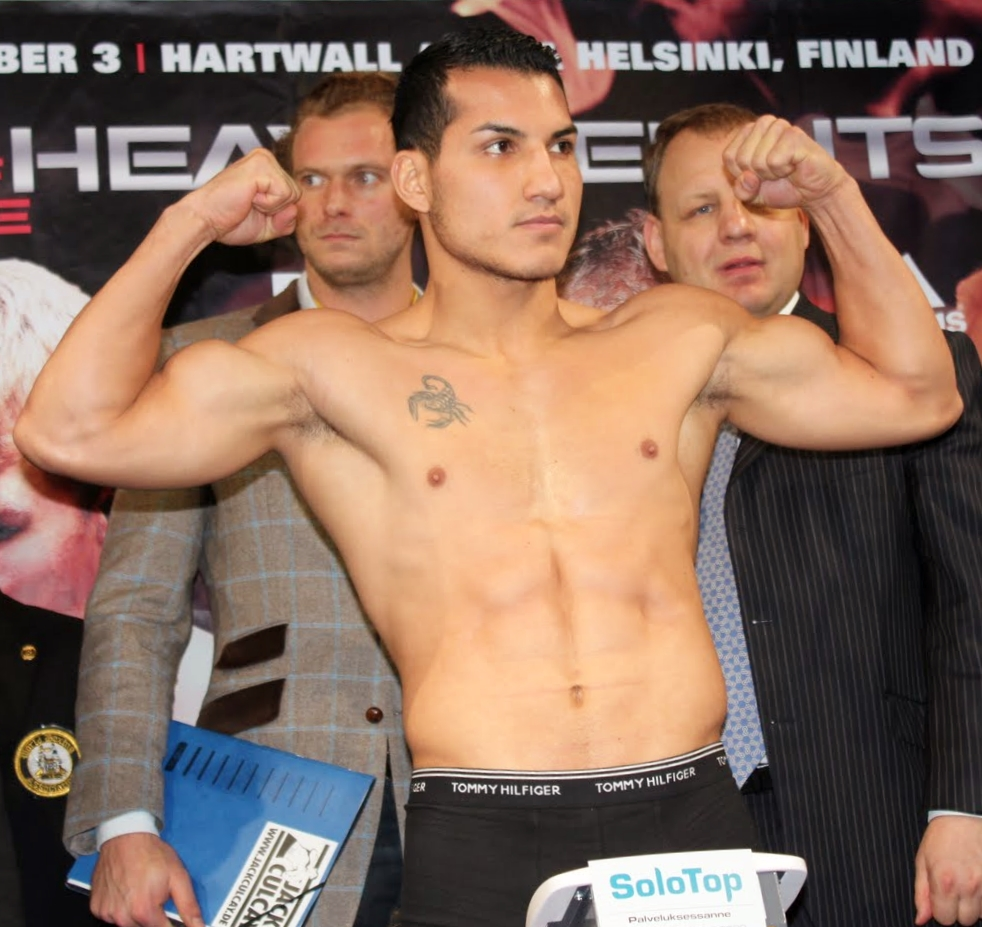
Jack Culcay-Keth (* 1985)

- Çulcu, Bünyamin (* 1949), türkischer Fußballspieler
- Çulcuoğlu, Ferhat (* 1987), türkischer Fußballspieler

### Cule
- Čule, Petar (1898–1985), kroatischer Geistlicher, Bischof von Mostar-Duvno und Apostolischer Administrator von Trebinje-Mrkan
- Culea, Melinda (* 1955), US-amerikanische Schauspielerin
- Culej, Marko (1938–2006), kroatischer Geistlicher, römisch-katholischer Bischof von Varaždin
- Culek, Richard (* 1974), tschechischer Fußballspieler
- Culeman, Hans (1927–1974), niederländischer Schauspieler
- Culemann, August (1810–1891), deutscher Verwaltungsjurist
- Culemann, Friedrich (1811–1886), deutscher Verlagsbuchhändler, Kommunalpolitiker sowie Bücher- und Kunstsammler
- Culemann, Friedrich Bernhard (1770–1845), deutscher Verlagsbuchhändler, Herausgeber und Unternehmer
- Culemann, Friedrich Carl (1752–1827), deutscher Verwaltungsjurist und Parlamentarier
- Culemann, Friedrich Wilhelm († 1760), deutscher Jurist
- Culemann, Friedrich Wilhelm (1766–1812), deutscher Militäringenieur und Kartograf
- Culemann, Friedrich Wilhelm Heinrich (1758–1824), deutscher Jurist und Bürgermeister
- Culemann, Rudolph (1705–1771), deutscher Jurist und Regierungspräsident
- Culemborg, Elisabeth van (1475–1555), burgundische Hofdame und Wohltäterin
- Culemeyer, Johann (1883–1951), deutscher Ingenieur
- Culen († 971), König von Schottland
- Culen, Monica (* 1948), österreichische Geschäftsführerin

### Culh
- Çulha, Çağkan (* 1985), türkischer Schauspieler

### Culi
- Culianu, Ioan Petru (1950–1991), rumänischer Religionswissenschaftler, Kulturhistoriker, Philosoph und Essayist
- Culibrk, Tamara (* 1997), US-amerikanische Tennisspielerin
- Culic, Mirko (* 1963), jugoslawisch-deutscher Volleyballspieler und -trainer
- Culicchia, Giuseppe (* 1965), italienischer Bestseller-Autor und Journalist
- Culik, Johann (* 1946), österreichischer Militär, Generalleutnant des Österreichischen Bundesheeres
- Culin, Frank L. (1892–1967), US-amerikanischer Offizier, Generalmajor der US Army
- Culin, Johann Andreas (1826–1896), deutscher Ingenieur
- Culina, Jason (* 1980), australischer Fußballspieler und -trainer
- Čulina, Predrag (* 1970), serbischer Fußballspieler
- Culineac, Iosif (1941–2022), rumänischer Wasserballspieler
- Culio, Emmanuel (* 1983), argentinischer Fußballspieler
- Culioli, Antoine (1924–2018), französischer Anglist und Linguist

### Culj
- Čuljak, Krešimir (* 1970), kroatischer Ruderer

### Culk
- Culkin, Francis D. (1874–1943), US-amerikanischer Politiker
- Culkin, Kieran (* 1982), US-amerikanischer Filmschauspieler
- Culkin, Macaulay (* 1980), US-amerikanischer Schauspieler und MusikerMacaulay Culkin (* 1980)

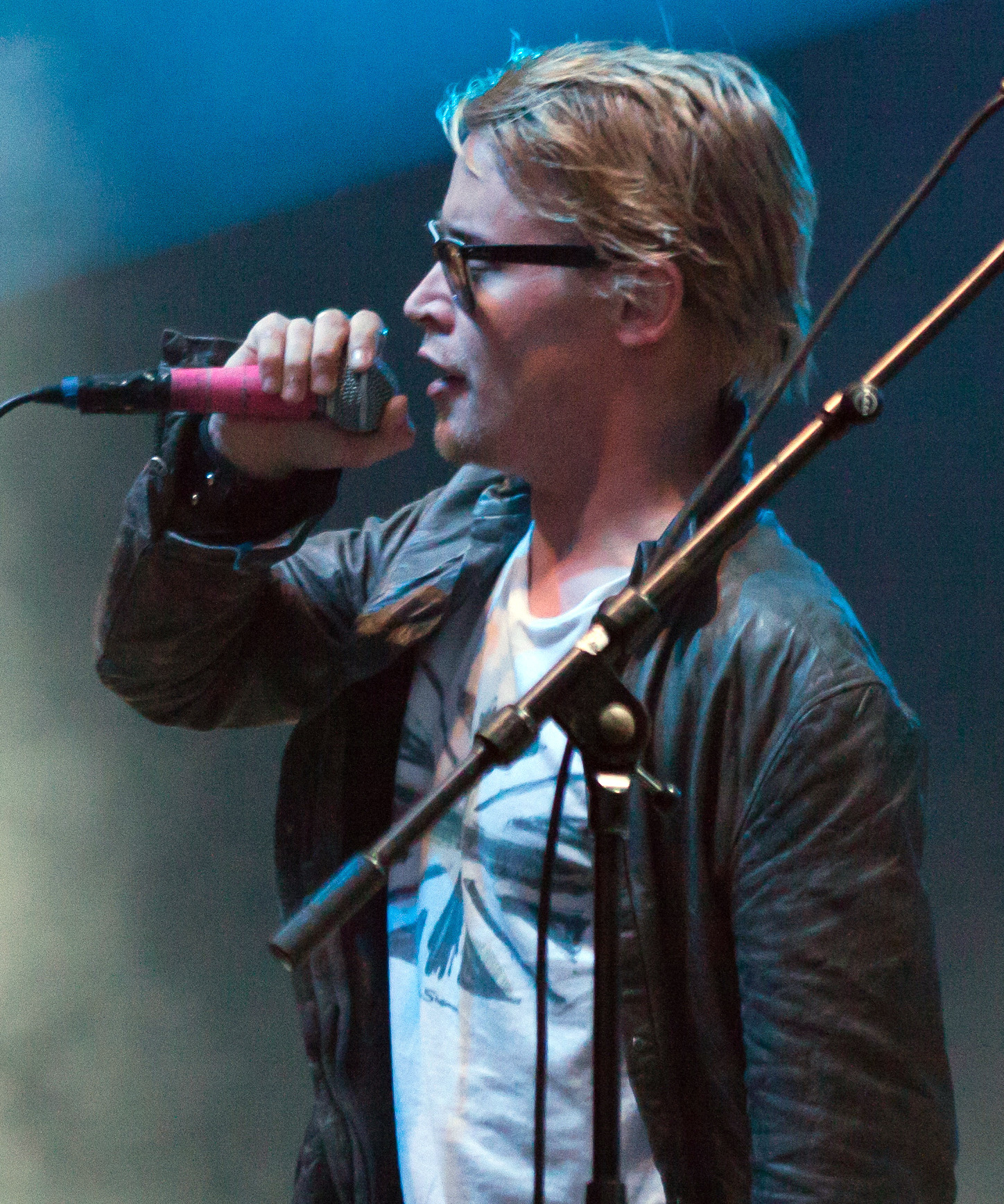
Macaulay Culkin (* 1980)

- Culkin, Rory (* 1989), US-amerikanischer Filmschauspieler

### Cull
- Cull, Frederika (* 1999), indonesisches Model und Miss Universe 2019
- Cullaigh, Gabriel (* 1996), britischer Radsportler
- Cullaz, Alby (1941–1998), französischer Jazz-Kontrabassist
- Cullaz, Maurice (1912–2000), französischer Jazzkritiker
- Cullaz, Pierre (1935–2014), französischer Jazzmusiker
- Cullberg, Birgit (1908–1999), schwedische Choreografin
- Cullberg, Erland (1931–2012), schwedischer Künstler
- Cullberg, John (1895–1983), schwedischer lutherischer Theologe und Bischof
- Cullell, Jofre (* 1999), spanischer Radrennfahrer
- Cullen, Adam (1965–2012), australischer Maler und Bildhauer
- Cullen, Alexander Lamb (1920–2013), britischer Elektroingenieur
- Cullen, Angela (* 1974), neuseeländische Physiotherapeutin
- Cullen, Art (* 1957), US-amerikanischer Journalist
- Cullen, Barry (1935–2022), kanadischer Eishockeyspieler
- Cullen, Brett (* 1956), US-amerikanischer SchauspielerBrett Cullen (* 1956)

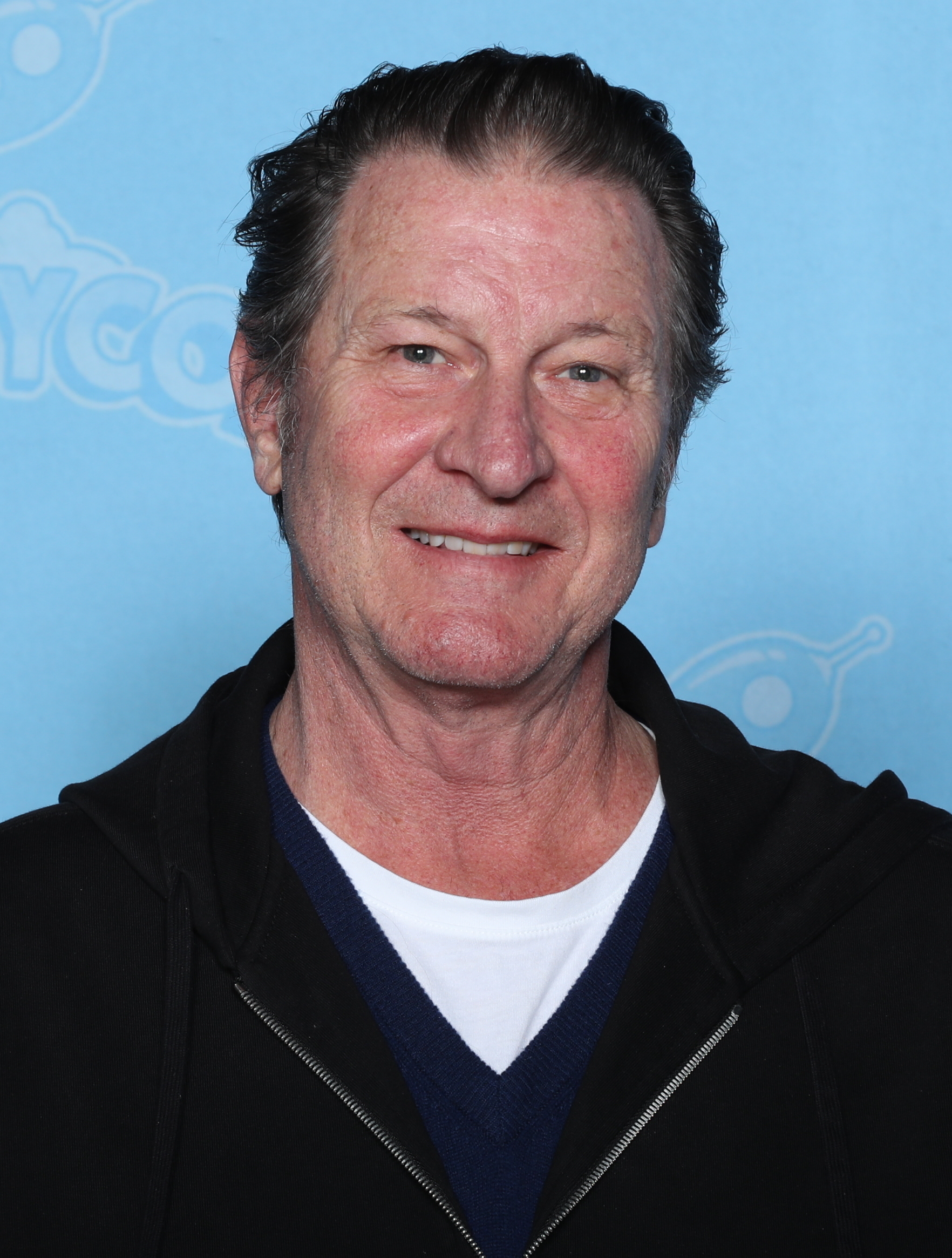
Brett Cullen (* 1956)

- Cullen, Brian (* 1933), kanadischer Eishockeyspieler
- Cullen, Bud (1927–2005), kanadischer Politiker
- Cullen, Charles (* 1960), US-amerikanischer Krankenpfleger und Serienmörder
- Cullen, Christian (* 1976), neuseeländischer Rugbyspieler
- Cullen, Christopher (* 1946), britischer Mathematikhistoriker
- Cullen, Countee (1903–1946), US-amerikanischer Autor
- Cullen, Crista (* 1985), britische Hockeyspielerin
- Cullen, David (* 1976), kanadischer Eishockeyspieler
- Cullen, Edward F., US-amerikanischer Filmschauspieler und Filmproduzent
- Cullen, Edward Peter (1933–2023), US-amerikanischer Geistlicher, römisch-katholischer Bischof von Allentown
- Cullen, Elisha D. (1799–1862), US-amerikanischer Politiker
- Cullen, Elizabeth (* 1997), australische Schauspielerin, Regisseurin und Drehbuchautorin
- Cullen, Francis T. (* 1951), US-amerikanischer Soziologe und Kriminologe
- Cullen, Heidi (* 1971), US-amerikanische Klimaforscherin
- Cullen, Henry, britischer DJ, Produzent und Labelbetreiber
- Cullen, Ian (1939–2019), britischer Schauspieler, Drehbuchautor und Synchronsprecher
- Cullen, James (1867–1933), irischer katholischer Geistlicher und Mathematiker
- Cullen, Joe (1868–1905), schottischer Fußballtorwart
- Cullen, Joe (* 1981), US-amerikanischer Eishockeyspieler
- Cullen, Joe (* 1989), englischer DartspielerJoe Cullen (* 1989)

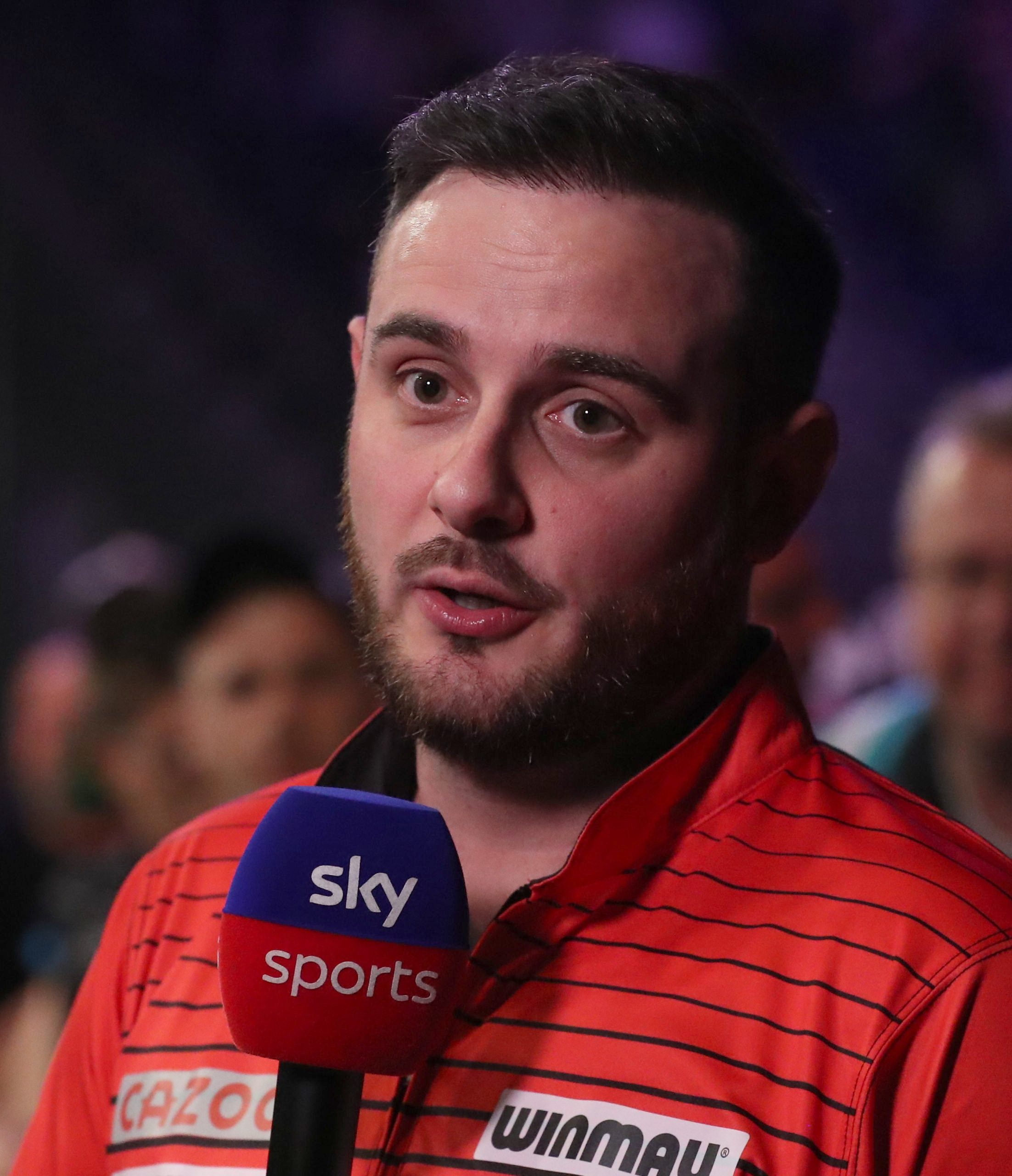
Joe Cullen (* 1989)

- Cullen, John (* 1964), kanadischer Eishockeyspieler und -trainer
- Cullen, Louie († 1960), englisch-britische Suffragette
- Cullen, Louis Michael (* 1932), irischer Wirtschaftshistoriker, Diplomat und Hochschullehrer
- Cullen, Mark (* 1978), US-amerikanischer Eishockeyspieler
- Cullen, Martin (* 1954), irischer Politiker
- Cullen, Mary (* 1982), irische Leichtathletin
- Cullen, Matt (* 1976), US-amerikanischer Eishockeyspieler
- Cullen, Maurice Galbraith (1866–1934), kanadischer Maler des Impressionismus
- Cullen, Michael (1945–2021), neuseeländischer Politiker
- Cullen, Michael J. (1884–1936), US-amerikanischer Unternehmer und Erfinder des Supermarkts
- Cullen, Michael S. (* 1939), US-amerikanischer Historiker, Publizist, Journalist
- Cullen, Nathan (* 1972), kanadischer Politiker
- Cullen, Paul (1803–1878), irischer Kardinal
- Cullen, Peter (1932–2010), britischer Speerwerfer
- Cullen, Peter (* 1941), kanadischer SynchronsprecherPeter Cullen (* 1941)

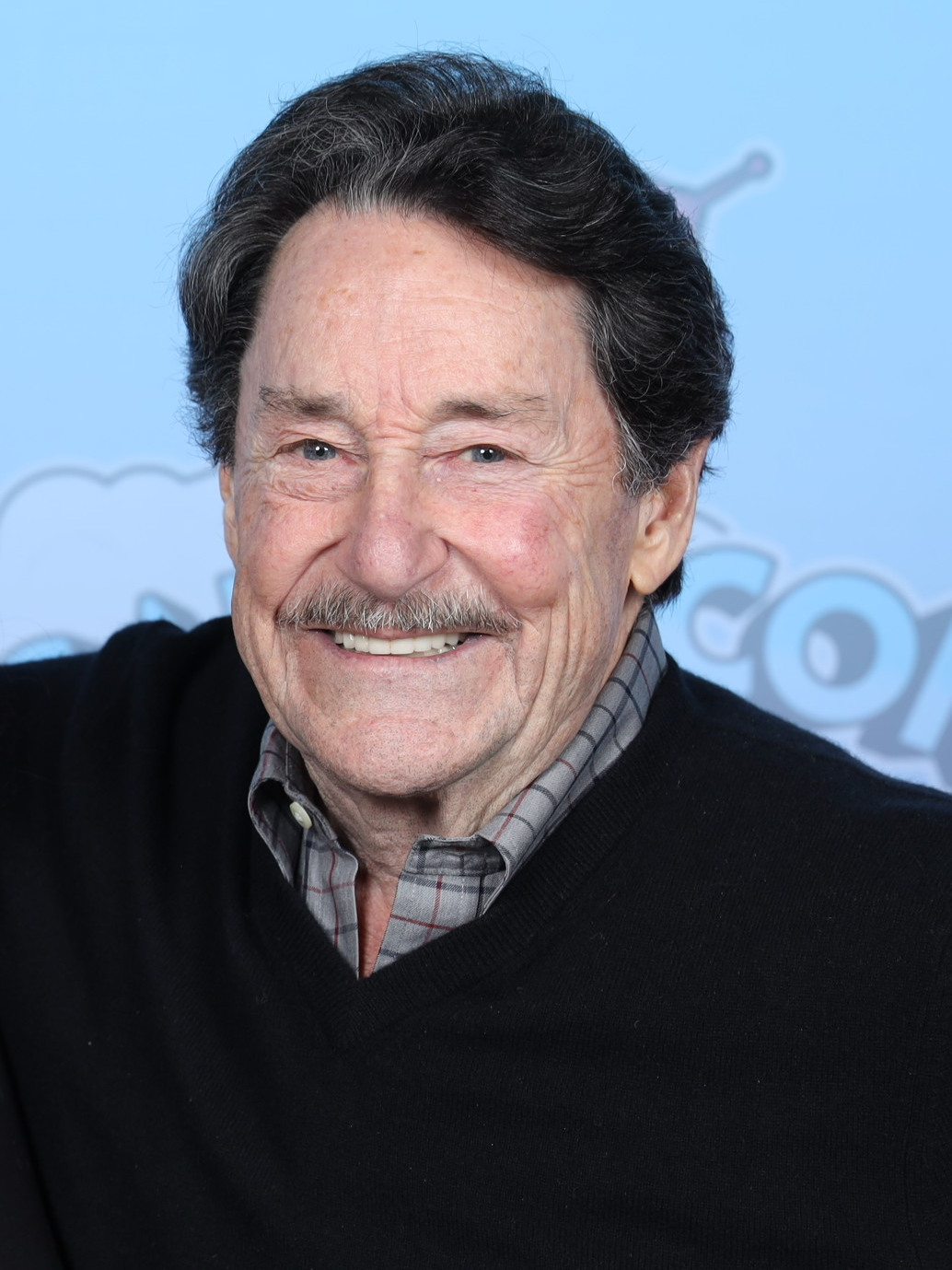
Peter Cullen (* 1941)

- Cullen, Ray (1941–2021), kanadischer Eishockeyspieler
- Cullen, Rich (* 1975), US-amerikanischer Fußballspieler und -trainer
- Cullen, Robert (* 1985), japanischer Fußballspieler
- Cullen, Ross (* 2001), britischer Radrennfahrer
- Cullen, Ryan (* 1991), irisch-zypriotischer Automobilrennfahrer
- Cullen, Shay (* 1943), irischer Pater, Missionar, Menschenrechtler
- Cullen, Sonny (1934–1999), irischer Radrennfahrer
- Cullen, Thomas H. (1868–1944), US-amerikanischer Politiker
- Cullen, Thomas Stephen (1868–1953), kanadisch-US-amerikanischer Gynäkologe
- Cullen, Tina (* 1970), britische Hockeyspielerin
- Cullen, Tom (* 1985), britischer SchauspielerTom Cullen (* 1985)

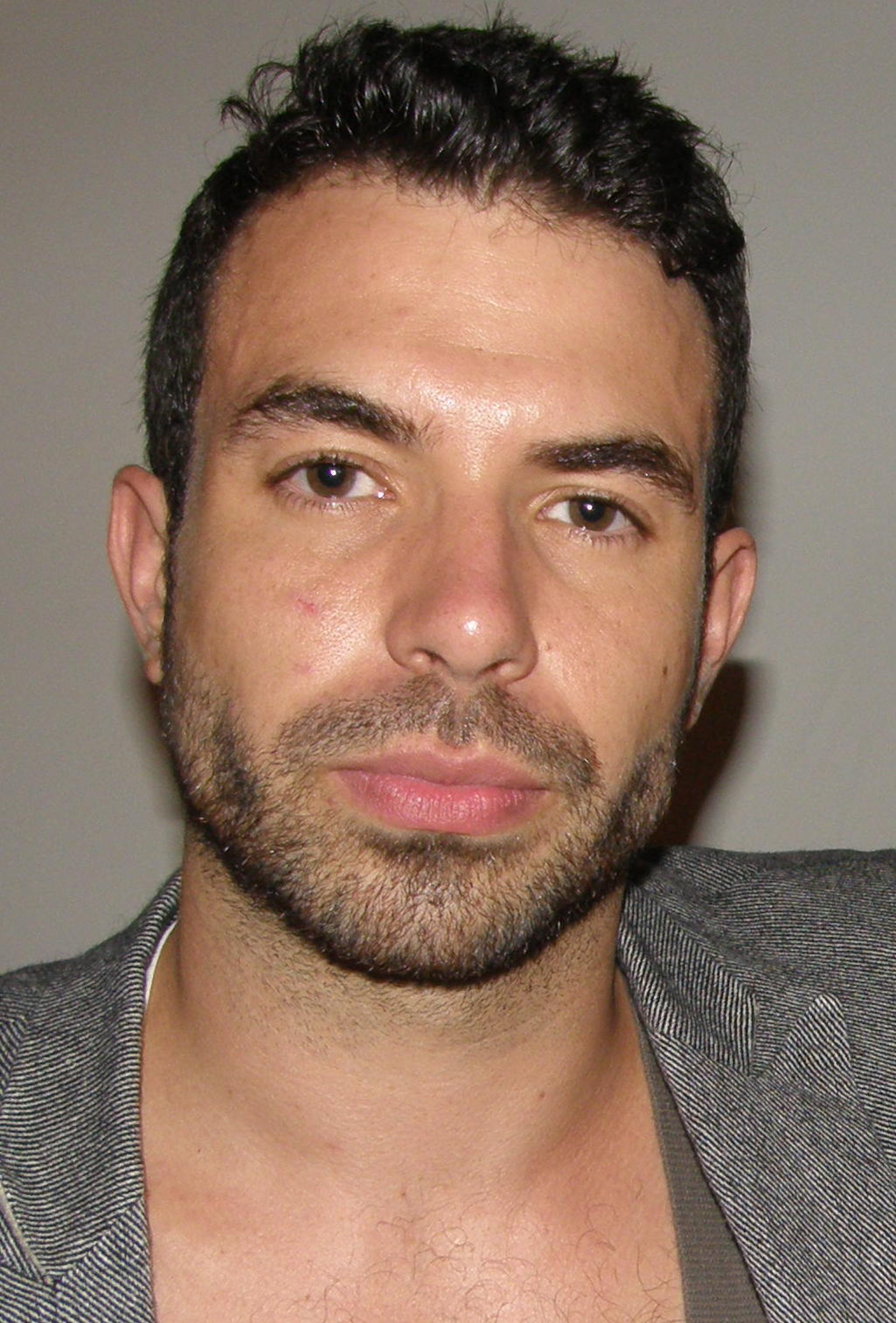
Tom Cullen (* 1985)

- Cullen, William (1710–1790), schottischer Mediziner und Chemiker
- Cullen, William (1826–1914), US-amerikanischer Politiker
- Cullen, William, Baron Cullen of Whitekirk (* 1935), britischer Richter und Jurist
- Culler, Glen (1927–2003), US-amerikanischer Informatiker
- Culler, Jonathan (* 1944), amerikanischer Literaturtheoretiker
- Culler, Marc (* 1953), US-amerikanischer Mathematiker
- Culley, David (* 1955), US-amerikanischer American-Football-Trainer
- Culley, Frank (1917–1981), US-amerikanischer Rhythm-and-Blues-Musiker
- Culley, Julie (* 1981), US-amerikanische Leichtathletin
- Culley, Kale (* 2005), US-amerikanischer Schauspieler
- Culley, Sue (* 1952), australische Diskuswerferin
- Culley, Wendell (1906–1983), US-amerikanischer Jazz-Trompeter des Swing
- Cullhaj, Indrit (* 1997), albanischer Judoka
- Culliford, Robert, angloamerikanischer Piratenkapitän
- Cullimore, Jassen (* 1972), kanadischer Eishockeyspieler
- Cullimore, Séamus (* 1954), irischer Politiker (Fianna Fáil), Teachta Dála
- Cullin, Michel (1944–2020), französischer Politikwissenschaftler
- Cullinan, Alphonsus (* 1959), irischer Geistlicher, römisch-katholischer Bischof von Waterford und Lismore
- Cullinane, David (* 1974), irischer Politiker
- Cullinane, Peter James (* 1936), neuseeländischer Geistlicher, Bischof von Palmerston North
- Cullins, Paris (* 1960), US-amerikanischer Comiczeichner
- Cullis, Pieter (* 1946), kanadischer Biochemiker und Lipidforscher
- Cullis, Stan (1916–2001), englischer Fußballspieler und -trainer
- Cullis, Winifred (1875–1956), britische Physiologin und Hochschullehrerin
- Cullis-Suzuki, Severn (* 1979), kanadische Umweltaktivistin und Autorin
- Culliton, Patrick (* 1944), US-amerikanischer Schauspieler
- Cullman, Joseph F. (1912–2004), US-amerikanischer Manager und Tennisfunktionär
- Cullman, Kristin, schwedische Orientierungsläuferin
- Cullman, Sam (* 1976), US-amerikanischer Kameramann und Filmemacher von Dokumentarfilmen
- Cullmann, Bernd (1939–2025), deutscher Leichtathlet und OlympiasiegerBernd Cullmann (1939–2025)

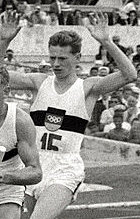
Bernd Cullmann (1939–2025)

- Cullmann, Bernhard (* 1949), deutscher Fußballspieler
- Cullmann, Carsten (* 1976), deutscher Fußballspieler
- Cullmann, Oscar (1902–1999), evangelischer Theologe
- Cullmann, Wilhelm (1887–1959), saarländischer Politiker (SPS)
- Cullmann, Willy (1905–1992), deutscher Sachbuchautor und Kakteenzüchter
- Cullom, Alvan (1797–1877), US-amerikanischer Politiker
- Cullom, Shelby Moore (1829–1914), US-amerikanischer Politiker
- Cullom, William (1810–1896), US-amerikanischer Politiker
- Cullop, William A. (1853–1927), US-amerikanischer Politiker
- Cullors, Patrisse (* 1983), US-amerikanische Künstlerin und Aktivistin, Mitgründerin der Bewegung Black Lives Matter
- Cullotta, Frank (1938–2020), US-amerikanischer Mobster
- Cullum, Jamie (* 1979), englischer Jazzpianist und SängerJamie Cullum (* 1979)

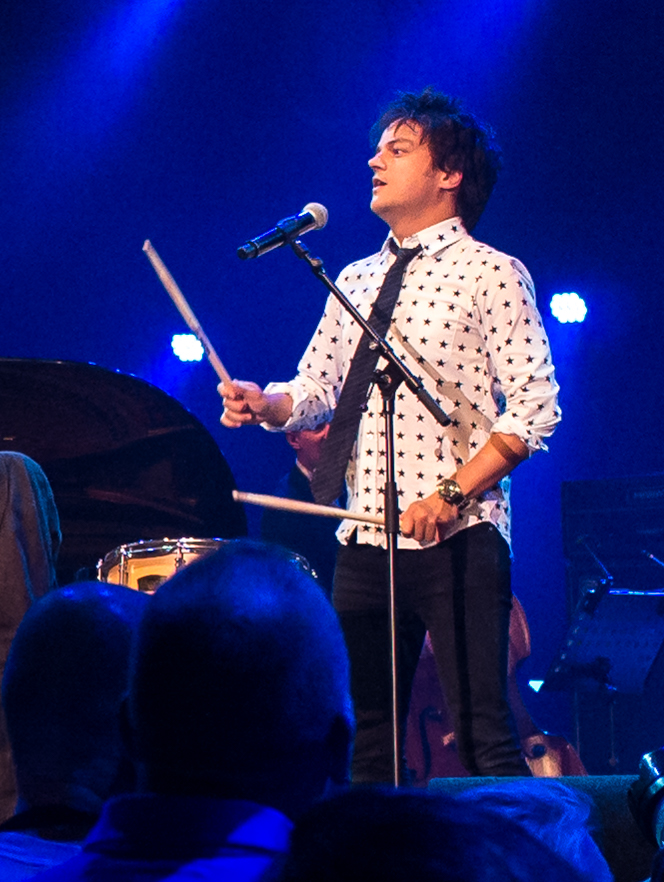
Jamie Cullum (* 1979)

- Cullum, JD (* 1966), US-amerikanischer Filmschauspieler und Theaterintendant
- Cullum, Jim junior (1941–2019), US-amerikanischer Jazz-Trompeter
- Cullum, John (* 1930), US-amerikanischer Sänger und Schauspieler
- Cullum, Kimberly (* 1981), US-amerikanische Filmschauspielerin

### Culm
- Culmann, August Ferdinand (1804–1891), deutscher Jurist, Unternehmer und Mitglied der Frankfurter Nationalversammlung
- Culmann, Christian (1795–1837), deutscher Rechtsanwalt und liberaler, bayerischer Landtagsabgeordneter
- Culmann, Herbert (1921–1998), deutscher Jurist und Vorstandsvorsitzender der Deutschen Lufthansa AG (1972–1982)
- Culmann, Jacques (1787–1849), französischer Offizier und Mitglied der Nationalversammlung
- Culmann, Karl (1821–1881), Schweizer Bauingenieur
- Culmann, Otfried H. (* 1949), deutscher Maler des Surrealismus und Autor
- Culmbacher, Egon (* 1941), deutscher Rennfahrer
- Culme-Seymour, Michael, 3. Baronet (1836–1920), britischer Admiral

### Culo
- Čulo, Michael (* 1980), deutscher Kirchenmusiker und Komponist
- Culot, Jules (1861–1933), französischer Insektenforscher, Glaskünstler und Illustrator
- Čulová, Michaela (* 1992), tschechische Fußballspielerin
- Culoz, Karl von (1785–1862), österreichischer Feldzeugmeister und Theresienritter

### Culp
- Culp, Annett (* 1978), deutsche Schauspielerin und Model
- Culp, Betsy (1883–1976), niederländische Pianistin
- Culp, Connie (1963–2020), US-amerikanische Gesichtstransplantierte
- Culp, Curley (1946–2021), US-amerikanischer American-Football-Spieler
- Culp, Emilie (1868–1898), niederländische Sängerin und Schauspielerin
- Culp, Jennifer, US-amerikanische Cellistin
- Culp, Julia (1880–1970), niederländische Sängerin (Mezzosopran)
- Culp, Juliette (1885–1974), niederländische Pianistin, Komponistin und Soubrette
- Culp, Robert (1930–2010), US-amerikanischer SchauspielerRobert Culp (1930–2010)

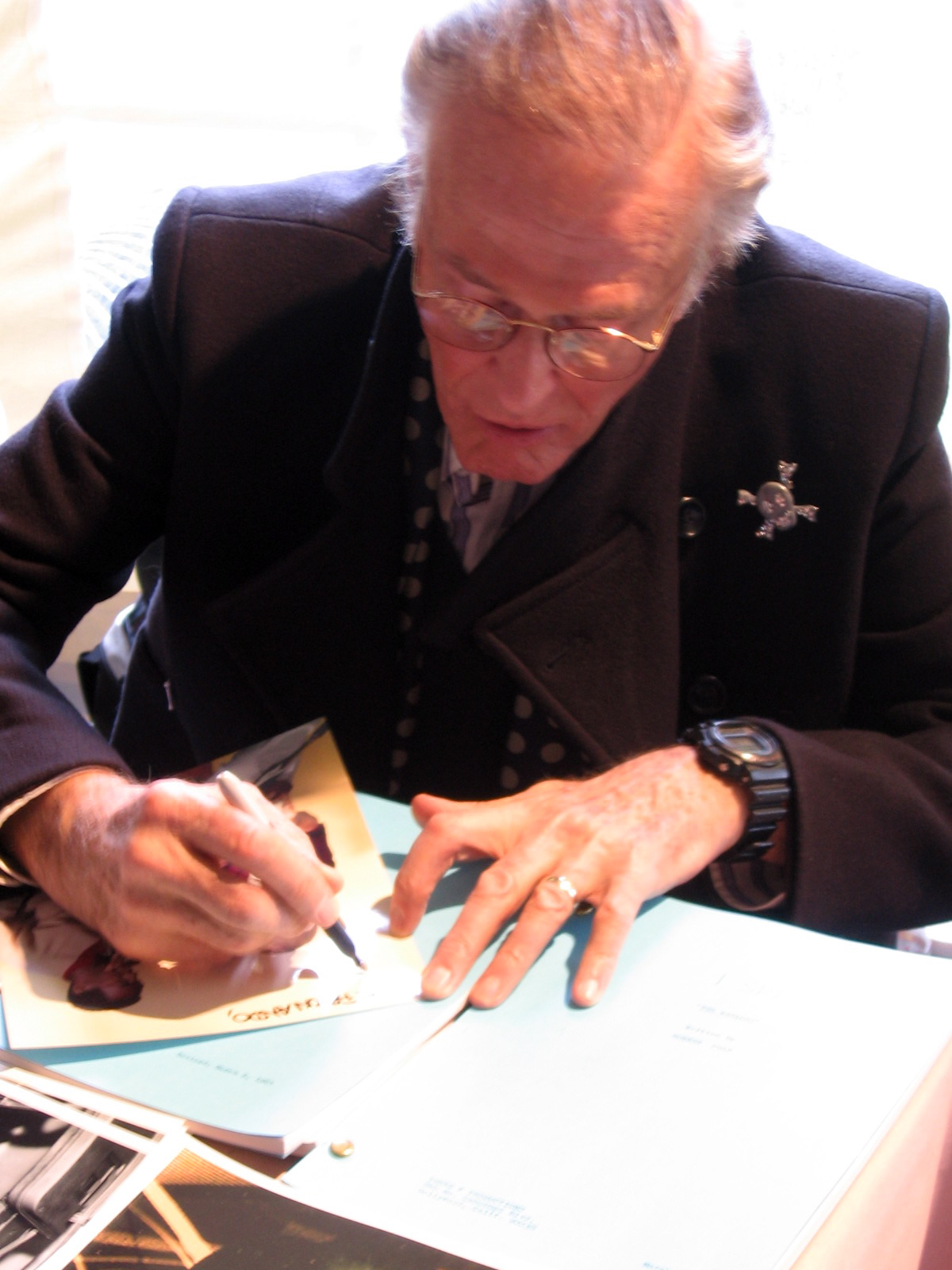
Robert Culp (1930–2010)

- Culp, Steven (* 1955), US-amerikanischer Schauspieler
- Culpan, Norman (1906–2005), britischer Autorennfahrer
- Culpeper, Joyce, englische Adlige
- Culpeper, Nicholas (1616–1654), englischer Apotheker, Arzt und Astrologe
- Culpeper, Thomas († 1541), englischer Adliger, Höfling Heinrichs VIII. von England und Liebhaber von Catherine Howard, Heinrichs fünfter Ehefrau
- Culpepper, Alan (* 1972), US-amerikanischer Langstreckenläufer
- Culpepper, Daunte (* 1977), US-amerikanischer American-Football-Spieler
- Culpepper, Hanelle M. (* 1970), US-amerikanische Regisseurin
- Culpepper, John (1765–1841), US-amerikanischer Politiker
- Culpepper, Pepper (* 1968), US-amerikanischer Politikwissenschaftler
- Culpepper, Randy (* 1989), amerikanischer Basketballspieler
- Culpepper, Shayne (* 1973), US-amerikanische Leichtathletin
- Culpi, Levir (* 1953), brasilianischer Fußballtrainer
- Culpo, Olivia (* 1992), US-amerikanische Schönheitskönigin und Miss USA 2012

### Culr
- Culross, Dave (* 1974), US-amerikanischer Schlagzeuger

### Culs
- Culson, Javier (* 1984), puerto-ricanischer Leichtathlet

### Cult
- Cult, Caro (* 1994), deutsche SchauspielerinCaro Cult (* 1994)

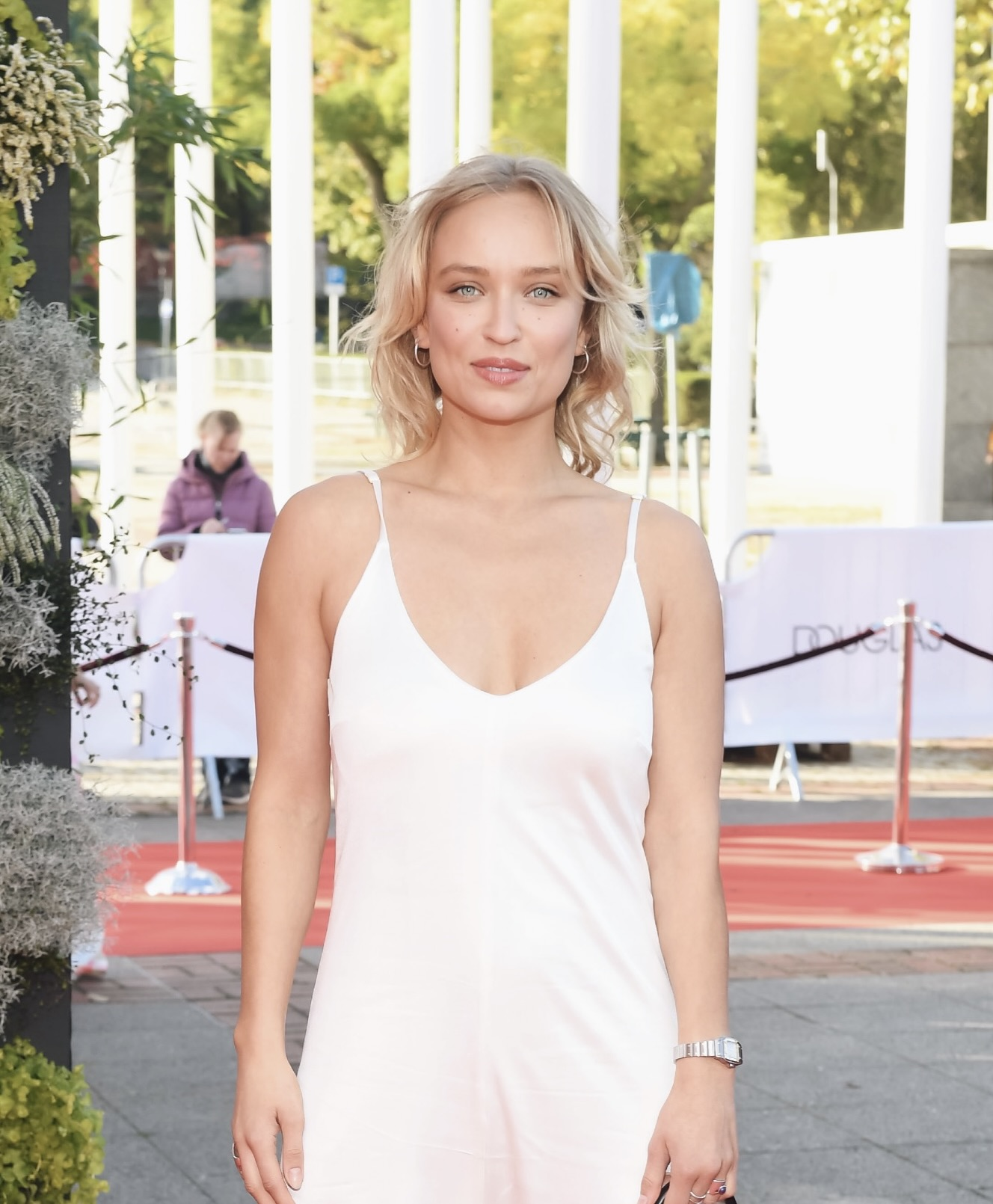
Caro Cult (* 1994)

### Culu
- Culum, Mehmet (* 1983), schwedischer Fußballschiedsrichterassistent

### Culv
- Culvensis, Abraham († 1545), litauischer Jurist und Reformator
- Culver, Calvin (1943–1987), amerikanischer Schauspieler und Pornodarsteller
- Culver, Charles Vernon (1830–1909), US-amerikanischer Politiker
- Culver, Chet (* 1966), US-amerikanischer Politiker
- Culver, Erastus D. (1803–1889), US-amerikanischer Jurist und Politiker
- Culver, Jarrett (* 1999), US-amerikanischer Basketballspieler
- Culver, John (1932–2018), US-amerikanischer Politiker
- Culver, Michael (1938–2024), britischer SchauspielerMichael Culver (1938–2024)

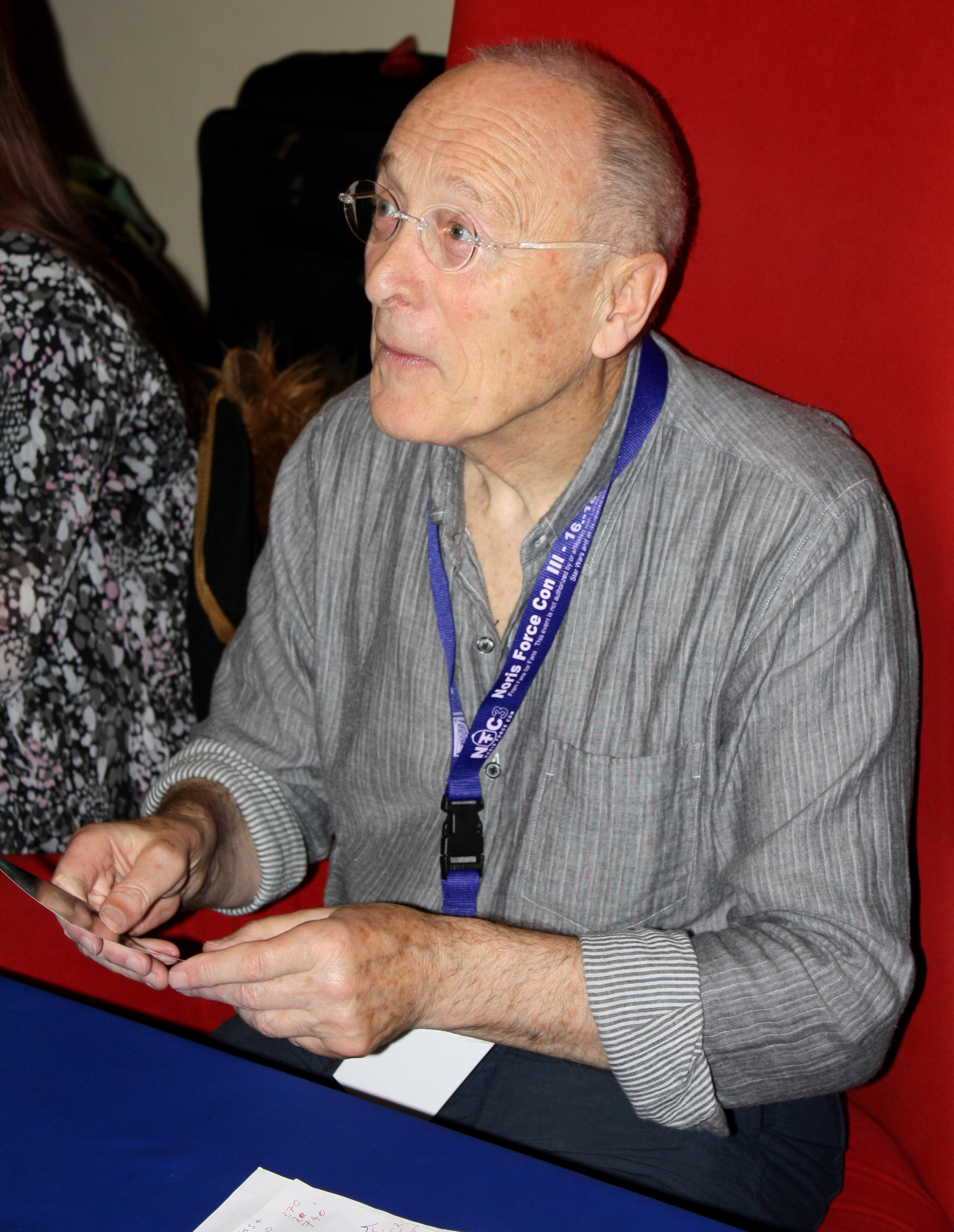
Michael Culver (1938–2024)

- Culver, Molly (* 1967), US-amerikanische Schauspielerin
- Culver, Paige (* 1997), kanadische Fußballspielerin
- Culver, Roland (1900–1984), britischer Theater- und Filmschauspieler
- Culver, Rollie (1908–1984), amerikanischer Jazzmusiker (Schlagzeug)
- Culverhouse, Johan Mengels (1820–1894), niederländisch-US-amerikanischer Genre-, Veduten- und Historienmaler
- Culverwell, Nathaniel (1619–1651), britischer Philosoph und Theologe

### Culw
- Culworth, William de, englischer Ritter und Richter